# Larentia baliata
Larentia baliata là một loài bướm đêm trong họ Geometridae.